# Искатель (радио)
Радио Искатель — российская информационно-музыкальная познавательная радиостанция. Радио работает в FM-диапазоне в ряде городов России, а также в интернете. Вещание началось в январе 2015 года.

## История
Радио «Искатель» запустило интернет-вещание в январе 2015 года. В апреле 2015 года открылось вещание в FM-диапазоне в Горно-Алтайске. В ноябре эфир был расширен на Ангарск.
В феврале 2016 года радиостанция начала работу в Иркутске, в конце августа — в Томске и Северске, в декабре того же года — в Сургуте. 6 сентября 2017 года радиостанция начала вещание в Барнауле.
Весной 2016 года совладельцем «Искателя» стала совместная компания ВГТРК, «Ростелекома» и «Цифровое телевидение», имеющего несколько платных каналов о путешествиях и профильный портал «Моя планета».
С декабря 2017 г. 49,5 % акций ООО «Бианка-медиа», помимо радиостанции (67,5 % акций) являющейся совладельцем ещё нескольких компаний, включая российского дистрибьютора каналов Fox Networks «Телко медиа», в том числе National Geographic и FX стал владеть бывший заместитель гендиректора холдинга «СТС Медиа» Сергей Петров.
Радио выиграло в конкурсах Федеральной конкурсной комиссии по телерадиовещанию, после чего право на вещание появилось в Тольятти.

## Формат
Радиовещатель заявлял, что радио ориентируется в первую очередь на активных целеустремленных мужчин 25-45 лет..
Время между музыкальными и информационными программами делится примерно в соотношении 65/35. Музыкальную программу составляют подборки российской рок-музыки, западной классики рока, а также российского городского шансона. Каждые полчаса выходят новостные блоки.
Также в эфире восемь информационных передач, где в формате радиоблога ведущие и путешественники рассказывают о географии России и других стран, истории, примечательных людях прошлого и современности. Среди ведущих — журналист Михаил Кожухов, историк и писатель Сергей Цветков.
Слоган «Искателя» — фраза из романа Вениамина Каверина «Два капитана»: «Бороться и искать. Найти и не сдаваться». Ведущие рассказывают о путешествиях по России, красоте страны и её истории.

## Программы
В основном, радио «Искатель» вещает информационные познавательные и развлекательные программы. Основные темы этих программ — это история великих открытий человечества, история завоеваний и побед, уникальные географические экспедиции и маршруты, удивительные путешествия, человеческое любопытство как главный двигатель прогресса. Материалом для программ прежде всего служит богатейшая мировая и российская история, биографии выдающихся личностей, изменивших мир, а также удивительные открытия и достижения в науке и технологиях.
- «Имеет Значение»
- «Хочу Всё Знать»
- «Искатели Успеха»
- «Искатели Рекордов»
- «Искатели. Планета»
- «Искатели Побед»
- «Искатели Нового»
- «Искатели. Россия»
- «Наши Искатели»
- «Города, где слушают Радио „Искатель“»

## Города вещания
Станция имеет следующие частоты:
- Абаза — 100,6 FM
- Абакан — 90,6 FM
- Альметьевск — 90,5 FM
- Армавир — 106.0 FM
- Архангельск — 91,6 FM
- Ангарск — 103,1 FM
- Ачинск — 102,0 FM
- Барнаул — 92,9 FM
- Бийск — 87.8 FM
- Биробиджан — 103,0 FM
- Благовещенск — 92,1 FM
- Братск — 106,8 FM
- Брянск — 99,5 FM
- Бузулук — 106,8 FM
- Горно-Алтайск — 100,6 FM
- Ермаковское — 104,0 FM
- Златоуст — 104,7 FM
- Ижевск — 87,5 FM
- Иркутск — 103,1 FM
- Канск — 88,7 FM
- Кинешма (Придорожный) — 100,8 FM
- Комсомольск-на-Амуре — 91,5 FM
- Курск — 92,7 FM
- Магадан — 106,5 FM
- Махачкала — 99,0 FM
- Миасс — 105,1 FM
- Минусинск — 90,6 FM
- Набережные Челны — 94,0 FM
- Назарово — 102.0 FM
- Нальчик — 91.7 FM
- Новый Уренгой — 105,2 FM
- Норильск — 104,5 FM
- Переславль-Залесский — 89,8 FM
- Пермь — 98,0 FM
- Рубцовск — 105,1 FM
- Рыбинск — 87,8 FM
- Салехард — 104,7 FM
- Саяногорск — 104,0 FM
- Старый Оскол — 89,1 FM
- Тамбов — 101,4 FM
- Таштып — 101,9 FM
- Тольятти / Жигулёвск — 92,7 FM
- Улан-Удэ — 99,3 FM
- Ульяновск — 94,1 FM
- Уфа — 89,0 FM
- Черногорск — 90,6 FM
- Южно-Сахалинск — 91,5 FM
- Челябинск — РТС-3
- Чита — 92,0 FM
- Ярославль — 95,8 FM

| Планируемое вещание - Великий Новгород — 87.6 FM - Ишимбай — 98,1 FM - Саров — 98.3 FM - Феодосия — 96.0 FM Вещание свёрнуто - Барнаул — 90.7 FM (заменено на Business FM) (Скоро на 92,9 FM) - Инза — 87.8 FM (заменено на Радио Ваня) - Казань — 93.1 FM (заменено на Радио Тартип) и 104,0 FM (заменено на Comedy Radio) - Каменск-Шахтинский — 104,2 FM (заменено на Малина FM) - Канск — 106.1 FM (заменено на Радио ENERGY) - Набережные Челны — 90.2 FM (заменено на Радио Тартип) - Сургут — 106.4 FM (заменено на Radio Record) - Томск — 90.3 FM (заменено на Comedy Radio) - Челябинск — 106.8 FM (заменено на Радио Ваня) |